# Ophisurus macrorhynchos
Ophisurus macrorhynchos är en fiskart som beskrevs av Bleeker, 1853. Ophisurus macrorhynchos ingår i släktet Ophisurus och familjen Ophichthidae. Inga underarter finns listade i Catalogue of Life.